# Séviscourt
Séviscourt is een dorp in de Belgische provincie Luxemburg. Het ligt in Bras, een deelgemeente van Libramont-Chevigny. Séviscourt ligt twee kilometer ten zuiden van het dorpscentrum van Bras, Bras-Bas.

## Geschiedenis
Op de Ferrariskaart uit de jaren 1770 staat het plaatsje aangeduid als Sevescour. Op het eind van het ancien régime werd Séviscourt een gemeente, maar deze werd in 1823 weer opgeheven en bij Bras gevoegd. In 1977 werd Bras met daarin Séviscourt een deelgemeente van Libramont-Chevigny.

## Bezienswaardigheden
- de Chapelle Saint-Martin

## Verkeer en vervoer
Net ten zuiden van Séviscourt loopt de N826, de weg van Libramont naar Bastenaken.
Deelgemeenten: Bras · Freux · Libramont · Moircy · Recogne · Remagne · Sainte-Marie-Chevigny · Saint-Pierre

Overige dorpen en gehuchten: Bernimont · Bonnerue · Bougnimont · Chenet · Flohimont · Jenneville · Lamouline · Laneuville · Neuvillers · Nimbermont · Ourt · Presseux · Renaumont · Rondu · Sberchamps · Séviscourt · Wideumont

Belgische gemeenten · Arrondissement Neufchâteau · Luxemburg · Wallonië